# Оба-Сірма
Оба́-Сі́рма (рос. Оба-Сирма, чув. Упа Çырми) — присілок у складі Красноармійського району Чувашії, Росія. Входить до складу Великошатьминського сільського поселення.
Населення — 53 особи (2010; 49 у 2002).
Національний склад:
- чуваші — 96 %